# Éric Tabarly

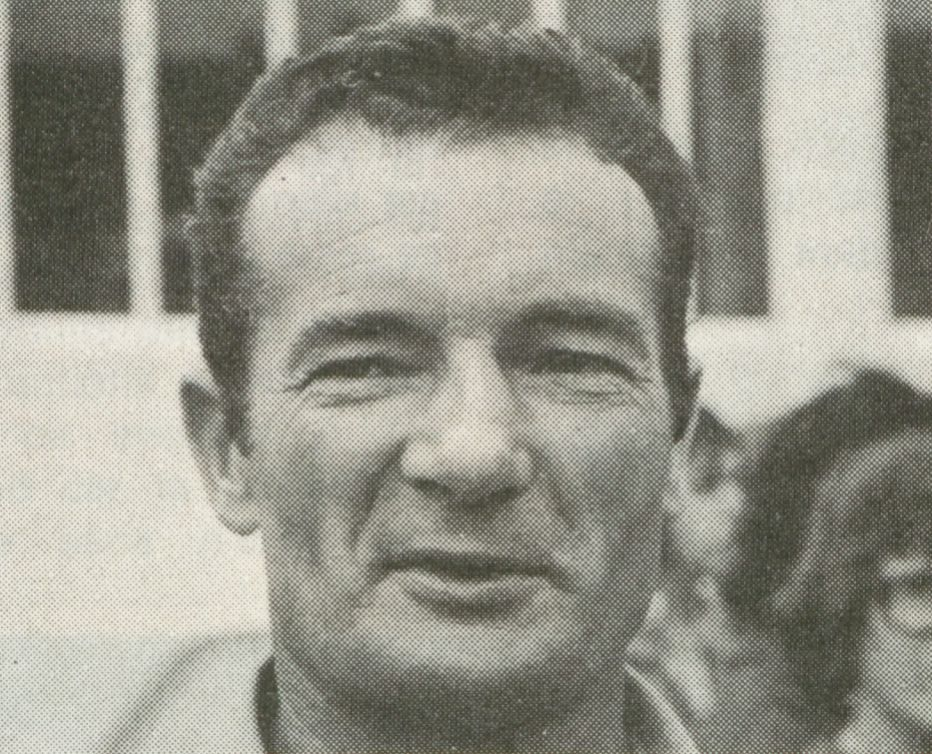
Éric Tabarly in 1975

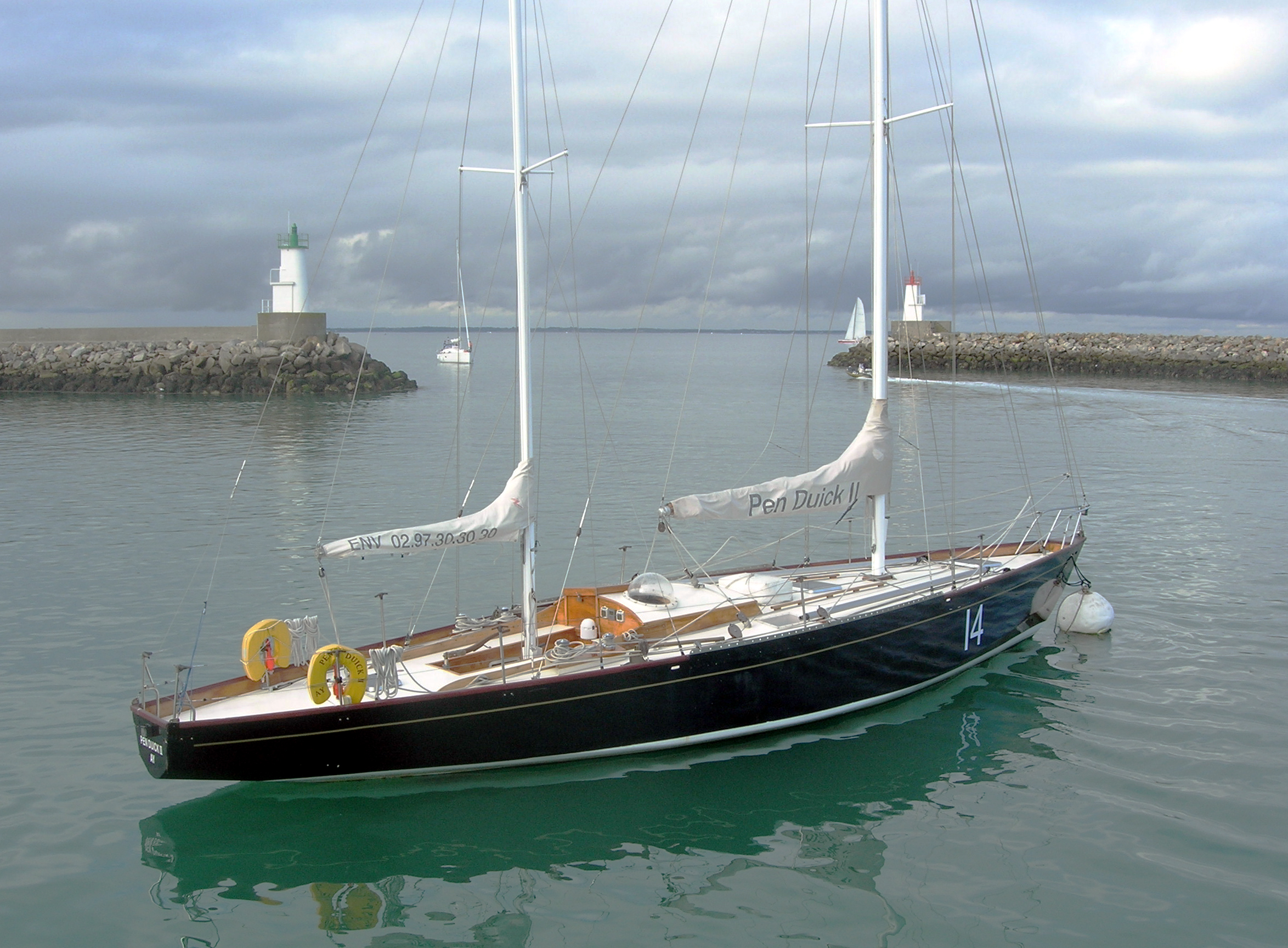
Pen Duick II, waarmee Eric Tabarly zijn eerste trans-Atlantische wedstrijd won in 1964

Éric Tabarly (Nantes, 24 juli 1931 – Ierse Zee, 13 juni 1998) was een Franse oceaanzeiler. Hij won meerdere langeafstandswedstrijden, waaronder de trans-Atlantische OSTAR-solowedstrijd in 1964 en 1976, en vestigde een aantal records. Hij was een leraar en rolmodel voor een hele generatie Franse wedstrijdzeilers, en hij was de stuwende kracht achter de opkomst van Frankrijk als zeilnatie. Hij was ook als scheepsontwerper vernieuwend.

## Biografie
Éric Tabarly kwam al vroeg met het zeilen in contact. Zijn vader kocht in 1938 de boot Yum, gebouwd in 1898 door de Schotse scheepsbouwer William Fife III en doopte ze om in Pen Duick, wat in het Bretoens "zwartkopje" betekent en waarmee men de mezensoort Poecile atricapillus (Amerikaanse matkop) aanduidt. Tabarly zou later zijn boten Pen Duick blijven noemen.
In 1952 ging hij in dienst bij de Franse marine en werd piloot bij de Aéronavale. In 1954 werd hij, met de graad van capitaine de corvette, voltijds gedetacheerd als zeiler om de wereldzeeën te bezeilen. Hij ontwierp de Pen Duick II, een ketch van 13,60 meter, om deel te nemen aan de OSTAR (Observer Single-handed Trans-Atlantic Race) van 1956, een solozeilwedstrijd tussen Plymouth (Engeland) en Newport (Rhode Island). Hij won de race, en werd hiervoor door generaal Charles de Gaulle benoemd tot Ridder in het Franse Legioen van Eer.

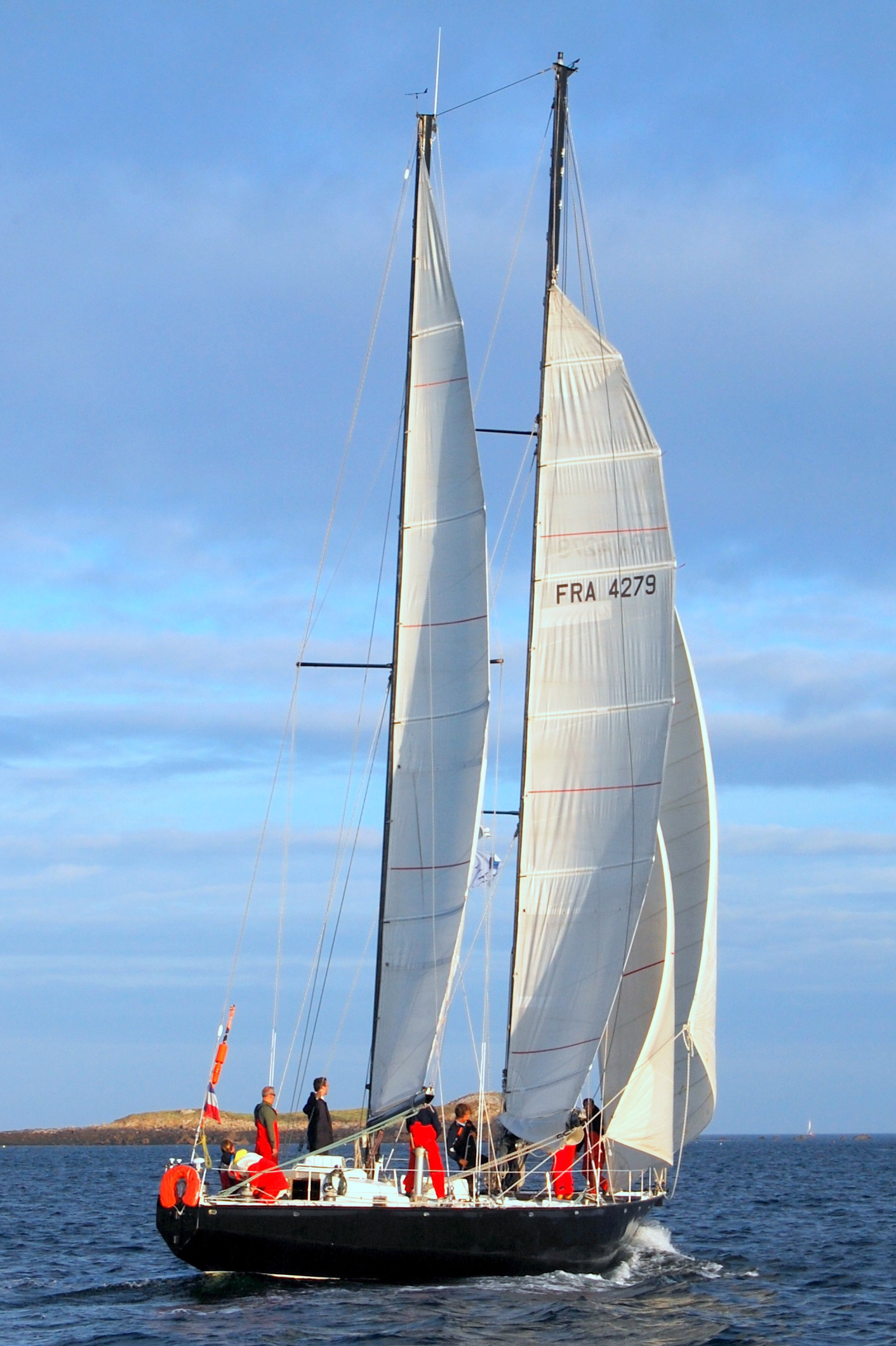
Pen Duick III

Met de Pen Duick III, een aluminium zeilboot van 17,45 meter uit 1966, zou Tabarly de meeste successen behalen, onder meer de Fastnet en Sydney to Hobart Yacht Race in 1967.
In 1968 bouwde hij de Pen Duick IV, de eerste trimaran in aluminium (20 m), waarmee Alain Colas in 1974 de trans-Atlantische solozeilwedstrijd won. Dit betekende de doorbraak van de meerrompszeilschepen in het oceaanzeilen.
In 1969 won hij, met elf dagen voorsprong, de eerste "Transpac" zeilwedstrijd tussen San Francisco en Tokyo aan boord van de Pen Duick V, een sloep van 10,50 meter.
Tabarly won de OSTAR een tweede keer in 1976, aan boord van de Pen Duick VI. Na dit succes werd hij triomfantelijk ontvangen in Parijs en benoemd tot officier in het Légion d'honneur. In een poll van de sportkrant L'Équipe verkozen de lezers hem tot meest populaire sportman, vóór sporters als Eddy Merckx en Johan Cruijff. De Pen Duick VI was een aluminium ketch van 22,25 meter waarmee Tabarly had deelgenomen aan de Whitbread Round the World 1973-1974, maar in die race moest hij opgeven nadat hij tweemaal een mast had verloren.
Voor zijn volgende boten moest Tabarly op zoek gaan naar commerciële sponsors, die hun naam eraan verbonden. De eerste was de Paul Ricard uit 1979, een aluminium trimaran van 16,5 meter. Met deze boot brak hij in 1980 het record van de Atlantische oversteek van west naar oost, dat al sinds 1905 op naam stond van de Schot Charlie Barr. Hij deed er tien dagen, vijf uur en 14 minuten over. In 1984 werd hij er derde mee in de trans-Atlantische solowedstrijd.
In 1997 werd hij samen met Yves Pallier, aan boord van de Aquitaine Innovations eerste in de categorie "eenrompsboten" in de trans-Atlantische wedstrijd voor tweepersoonsbemanningen tussen Le Havre en Cartagena (Colombia).
Tijdens de nacht van 12 op 13 juni 1998 werd hij op de Ierse Zee, tijdens een tocht naar Schotland aan boord van de originele, honderd jaar oude Pen Duick, overboord geslagen door een rondhout. Zijn lichaam werd op 20 juli gevonden door het visserschip An Yvidig. De autopsie toonde aan dat hij verdronken was en geen lichamelijke letsels vertoonde. Hij werd postuum benoemd tot commandeur in het Légion d'honneur.
Éric Tabarly ging er prat op dat hij zich nooit aanlijnde met een veiligheidslijn, omdat dit hem in zijn bewegingen hinderde en omdat hij dat onnodig vond voor een kundig zeiler. Hij zei daarover:
Celui qui tombe dans l'eau, n'a pas de place sur un bâteau.
Wie in het water valt, is niet op zijn plaats op een boot.

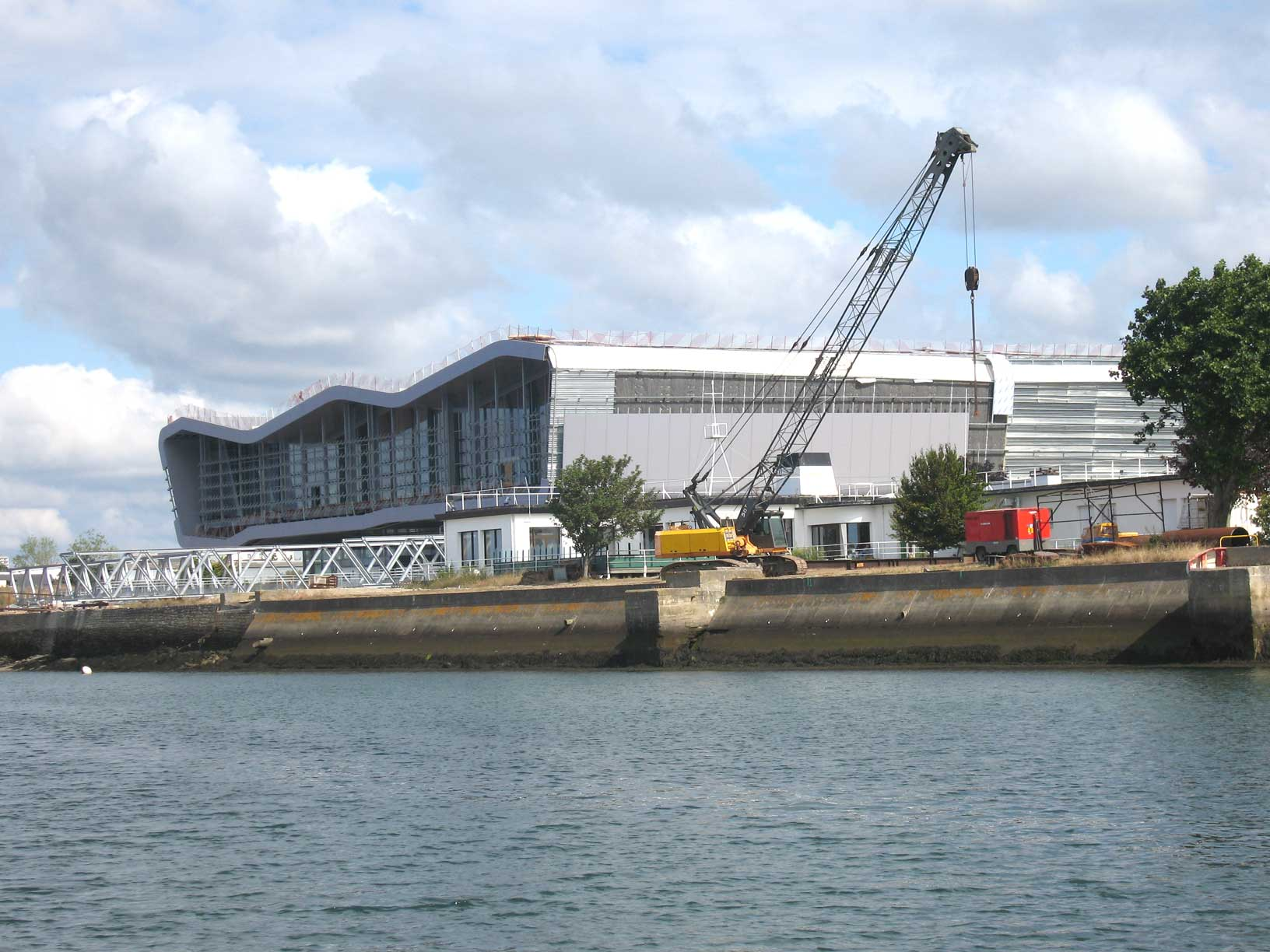
Cité de la Voile Éric Tabarly, in opbouw

Tabarly is een van de eerste zeilers die in 2007 zijn opgenomen in de ISAF Sailing Hall of Fame. In zijn vaderland was hij een echte ster. Bij de verkiezing van Le Plus Grand Français de tous les temps op de Franse televisie in 2005 kwam hij op de 49e plaats, net vóór Lodewijk XIV van Frankrijk.
Naar hem is onder meer het Cité de la Voile Éric Tabarly in Lorient genoemd, een modern tentoonstellingsgebouw over het zeilen dat in 2008 is geopend.